# Laura Malosetti Costa
Laura Malosetti Costa (Montevideo, Uruguay, 30 de marzo de 1956) es una investigadora y ensayista argentina que escribe sobre historia del arte. Es también curadora de exposiciones de arte y autora de varios libros sobre arte latinoamericano. En 2006 y 2016 fue reconocida con el premio Konex.

## Trayectoria
Malosetti Costa tiene una extensa trayectoria profesional. Realizó un doctorado en la Universidad de Buenos Aires y es académica de número de la Academia Nacional de Bellas Artes. Se desempeña como investigadora superior del CONICET y decana de la Escuela de Arte y Patrimonio de la Universidad Nacional de San Martín. Es profesora de la Maestría en Historia del Arte Argentino y Latinoamericano de la UNSAM.

## Obras
- Retratos públicos. Pintura y fotografía en la construcción de imágenes heroicas en América Latina desde el siglo XIX (1ª edición). Fondo de Cultura Económica. 2022. ISBN 978-987-719-366-4.
- Los de abajo (1ª edición). UNR Editora. Editorial de la Universidad Nacional de Rosario. 2018. ISBN 978-987-702-274-2. Obra colectiva
- Retratos de revolución y guerra - Gil de Castro en el Museo Histórico Nacional de Argentina (1ª edición). UNSAMedita. 2017. ISBN 978-987-4027-58-0. Obra colectiva
- Ernesto de la Cárcova (1ª edición). Asociación Amigos del Museo Nacional de Bellas Artes. 2016. ISBN 978-987-1428-33-5.
- Genealogías críticas de la colonialidad en América Latina, África, Oriente (1ª edición). CLACSO. 2016. ISBN 978-987-722-157-2. Obra colectiva
- El Riachuelo de Benito Quinquela Martín (1ª edición). ACUMAR. 2015. ISBN 978-987-46101-0-2. Obra colectiva
- La seducción fatal - Imaginarios eróticos del siglo XIX (1ª edición). Asociación Amigos del Museo Nacional de Bellas Artes. 2014. ISBN 978-987-1428-25-0.
- Eduardo Sívori (1ª edición). Aguilar, Altea, Taurus, Alfaguara. 2014. ISBN 978-987-04-3676-8. En coautoría con Cristina Rossi
- Yo, nosotros, el arte (1ª edición). Fundación OSDE. 2014. ISBN 978-987-9358-82-5. En coautoría con María Isabel Baldasarre
- Entresiglos - El impulso cosmopolita en Rosario (1ª edición). Ediciones Castagnino/Macro. 2013. ISBN 978-987-29180-3-3. En coautoría con María de la Paz López Carvajal y Pablo Montini.
- Doscientos años de pintura argentina (1ª edición). Banco Hipotecario. 2013. ISBN 978-987-29989-1-2.
- Atrapados por la imagen - Arte y política en la cultura impresa argentina (1ª edición). Edhasa. 2013. ISBN 978-987-628-214-7. En coautoría con Marcela Gené
- Torres García - Utopía y tradición (1ª edición). Universidad Nacional de Tres de Febrero. 2011. ISBN 978-987-1172-74-0. En coautoría con Gabriel Peluffo Linari
- Impresiones porteñas - Imagen y palabra en la historia cultural de Buenos Aires (1ª edición). Edhasa. 2009. ISBN 978-987-628-049-5. Compilado en colaboración con Marcela Gené.
- Cuadros de viaje - Artistas argentinos en Europa y Estados Unidos 1880-1910 (1ª edición). Fondo de Cultura Económica. 2008. ISBN 978-950-557-779-8. Compiladora
- Revistas ilustradas (1ª edición). Instituto Universitario Nacional del Arte-IUNA. 2007. ISBN 978-987-20587-5-3. En coautoría con Marcela Gené
- Pampa, ciudad y suburbio (1ª edición). Fundación OSDE. 2007. ISBN 978-987-9358-28-3.
- Educar la mirada - Políticas y pedagogías de la imagen (1ª edición). Manantial. 2006. ISBN 978-987-500-099-5. Obra colectiva
- Buenos Aires, ciudad y país (1ª edición). Asociación de Amigos del Museo Histórico Sarmiento. 2006. ISBN 978-987-97693-1-7. Obra colectiva
- Collivadino (1ª edición). El Ateneo. 2006. ISBN 978-950-02-5937-8.
- Fermín Eguía (1ª edición). Cecilia Moguilansky Ediciones. 2005. ISBN 978-987-21269-1-9.
- Arte de posguerra (1ª edición). Paidós. 2005. ISBN 978-950-12-6551-4. En coautoría con Andrea Giunta
- Enseñanza de la historia y memoria compartida (1ª edición). Paidós. 2005. ISBN 978-950-12-6549-1. Obra colectiva
- Los primeros modernos. Arte y sociedad en Buenos Aires a fines del siglo XIX (1ª edición). Fondo de Cultura Económica. 2001. ISBN 978-950-557-425-4.

## Premios y reconocimientos
- Diploma al Mérito por Estética, Teoría e Historia del Arte, 2006.[3]
- Premio Konex del Jurado por la sección Humanidades, 2016.[3]
- Premio al mejor libro del año, Asociación Argentina de Críticos de Arte, 2006.[1]
- Premio del comisariado a la exposición, Asociación Argentina de Críticos de Arte, 2007.[1]
- Mención Honorífica de la Asociación latinoamericana de Arte, 2003.[1]
- Premio FIAAR, de Telefónica por investigación en historia del arte, 1998.[1]
- Jurado en los Premios Nacionales Producción, 2014.[7]